# Иван Пересветов
Иван Семьонович Пересветов е руски политически философ, публицист, светски писател и един от най-видните представители на руската обществено-политическа мисъл от средата на XVI век.
От произведенията му става ясно, че той се изявява като идеолог на руската аристокрация и противник на старата наследствена болярска такава. Редица изследователи са на мнение, че фигурата на Пересветов е измислена, а истинските автори на приписваните му произведения са първия съратник и сподвижник на първия руски цар Алексей Адашев и Иван Грозни, т.е. това е литературен псевдоним на първия руски цар.

## Произведения
- «Малая челобитная»
- «Большая челобитная»
- «Сказание о Магмете-султане»
- «Сказание о царе Константине»
- «Сказание о взятии Константинополя турками»
- «Сказание о Дракуле воеводе»[2]